# Mauro Schmid
Mauro Schmid (ur. 4 grudnia 1999 w Bülach) – szwajcarski kolarz szosowy, torowy i przełajowy.

## Osiągnięcia

### Kolarstwo szosowe
Opracowano na podstawie:

2017
- 2. miejsce w mistrzostwach Szwajcarii juniorów (jazda indywidualna na czas)
- 2. miejsce w mistrzostwach Szwajcarii juniorów (start wspólny)
- 3. miejsce w GP Général Patton

2018
- 2. miejsce w Tour of Black Sea

2019
- 1. miejsce w mistrzostwach Szwajcarii U23 (start wspólny)
- 3. miejsce w mistrzostwach Szwajcarii U23 (jazda indywidualna na czas)

2021
- 1. miejsce na 11. etapie Giro d’Italia

2022
- 1. miejsce na 1. etapie Settimana Internazionale di Coppi e Bartali
- 1. miejsce w Baloise Belgium Tour
- 2. miejsce w mistrzostwach Szwajcarii (jazda indywidualna na czas)
- 1. miejsce w mistrzostwach świata (mieszana jazda drużynowa na czas)

2023
- 1. miejsce w Settimana Internazionale di Coppi e Bartali
  - 1. miejsce w klasyfikacji punktowej

### Kolarstwo torowe
Opracowano na podstawie:
2017
- 3. miejsce w mistrzostwach Europy juniorów (wyścig punktowy)
- 3. miejsce w mistrzostwach Europy juniorów (wyścig drużynowy na dochodzenie)

2019
- 3. miejsce w mistrzostwach Europy U23 (wyścig drużynowy na dochodzenie)
- 3. miejsce w mistrzostwach Europy U23 (madison)

## Rankingi

### Kolarstwo szosowe
| Rok             | 2018  | 2019 | 2020 | 2021 | 2022 | 2023 | 2024 |
| --------------- | ----- | ---- | ---- | ---- | ---- | ---- | ---- |
| World Ranking   | 1508. | 995. | 747. | 319. | 68.  | 96.  | 116. |
| UCI Europe Tour | 962.  | 714. | 599. | 268. | 56.  | 78.  | 94.  |
|                 |       |      |      |      |      |      |      |
| Źródło: UCI     |       |      |      |      |      |      |      |